# Psaume 53 (52)

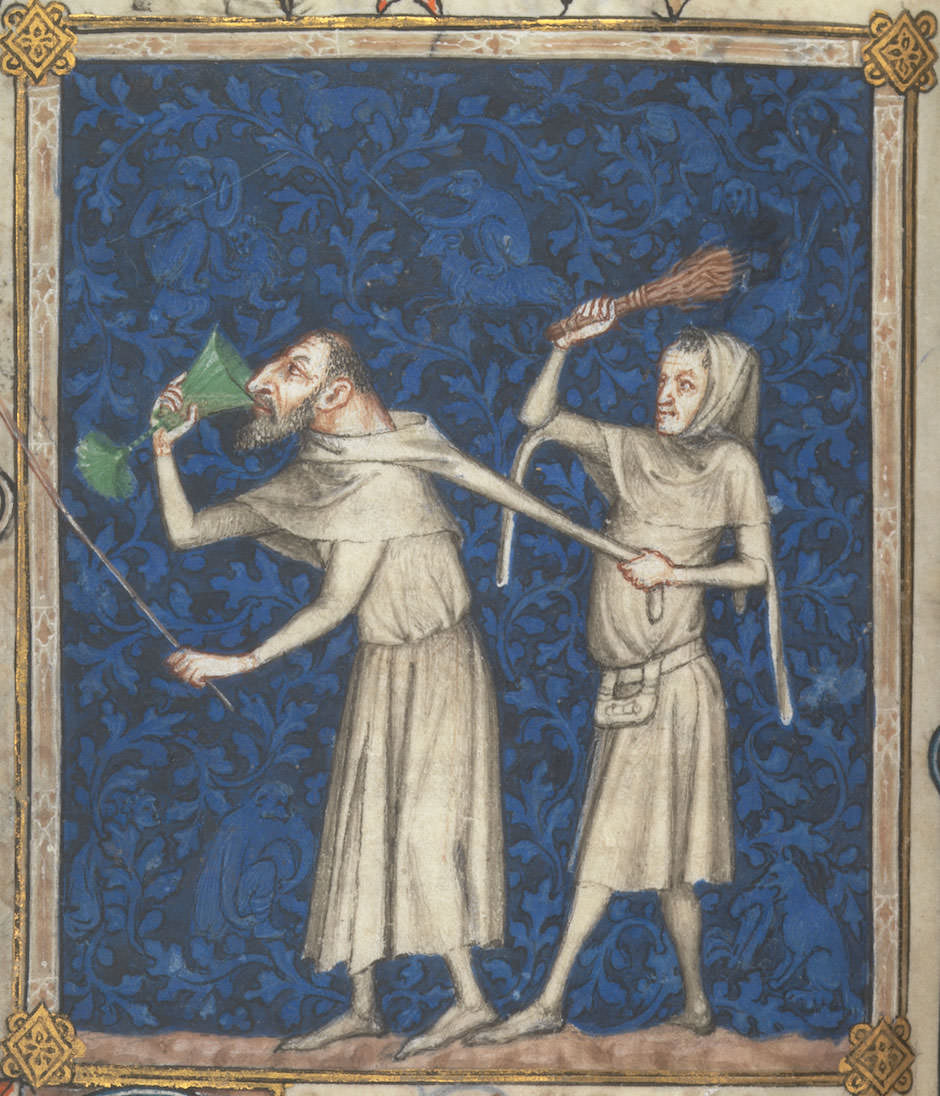
Une illustration du Psaume 53 (Psaume 52 dans la numérotation de la Vulgate) : "Le fou dit dans son cœur, 'Il n'y a pas de Dieu'", un détail du Psautier et des Heures de Bonne de Luxembourg, vers 1340, au Metropolitan Museum de Arts, New-York.

Le psaume 53 (52 dans la numérotation grecque) est attribué à David. Il est très proche du psaume 14.

## Texte
N.B. S’il y a conflit de numérotation des versets entre l’hébreu et le latin, c’est l’original hébreu qui prévaut et la traduction française le suit. Par contre, le latin ne se plie pas à la numérotation affichée. Les numéros de versets s'appliquent au texte latin, mais la traduction est décalée par endroits.
| verset | original hébreu                                                          | traduction française de Louis Segond | Vulgate latine |
| ------ | ------------------------------------------------------------------------ | --- | --- |
| 1      | לַמְנַצֵּחַ עַל-מָחֲלַת, מַשְׂכִּיל לְדָוִד                                                | [Au chef des chantres. Sur la flûte. Cantique de David.] | [In finem pro Melech intellegentiae David] Dixit insipiens in corde suo non est Deus                                                                             |
| 2      | אָמַר נָבָל בְּלִבּוֹ, אֵין אֱלֹהִים;הִשְׁחִיתוּ, וְהִתְעִיבוּ עָוֶל-- אֵין עֹשֵׂה-טוֹב                | L’insensé dit en son cœur : Il n’y a point de Dieu ! Ils se sont corrompus, ils ont commis des iniquités abominables ; il n’en est aucun qui fasse le bien.                | Corrupti sunt et abominabiles facti sunt in iniquitatibus non est qui faciat bonum                                                                               |
| 3      | אֱלֹהִים-- מִשָּׁמַיִם, הִשְׁקִיף עַל-בְּנֵי-אָדָם:לִרְאוֹת, הֲיֵשׁ מַשְׂכִּיל-- דֹּרֵשׁ, אֶת-אֱלֹהִים         | Dieu, du haut des cieux, regarde les fils de l’homme, pour voir s’il y a quelqu’un qui soit intelligent, qui cherche Dieu.                                                 | Deus de caelo prospexit in filios hominum ut videat si est intellegens aut ; requirens Deum                                                                      |
| 4      | כֻּלּוֹ סָג, יַחְדָּו נֶאֱלָחוּ: אֵין עֹשֵׂה-טוֹב; אֵין, גַּם-אֶחָד                             | Tous sont égarés, tous sont pervertis ; il n’en est aucun qui fasse le bien, pas même un seul.                                                                             | Omnes declinaverunt simul inutiles facti sunt non est qui faciat bonum non est usque ad unum                                                                     |
| 5      | הֲלֹא יָדְעוּ, פֹּעֲלֵי-אָוֶן: אֹכְלֵי עַמִּי, אָכְלוּ לֶחֶם; אֱלֹהִים, לֹא קָרָאוּ                   | Ceux qui commettent l’iniquité ont-ils perdu le sens ? Ils dévorent mon peuple, ils le prennent pour nourriture ; ils n’invoquent point Dieu.                              | Nonne scient omnes ; qui operantur iniquitatem qui devorant plebem meam ut cibum panis                                                                           |
| 6      | שָׁם, פָּחֲדוּ פַחַד-- לֹא-הָיָה-פָחַד:כִּי-אֱלֹהִים--פִּזַּר, עַצְמוֹת חֹנָךְ; הֱבִשֹׁתָה, כִּי-אֱלֹהִים מְאָסָם | Alors ils trembleront d’épouvante, sans qu’il y ait sujet d’épouvante ; Dieu dispersera les os de ceux qui campent contre toi ; tu les confondras, car Dieu les a rejetés. | Deum non invocaverunt illic trepidabunt timore ubi non fuit timor quoniam Deus dissipavit ossa eorum qui hominibus placent confusi sunt quoniam Deus sprevit eos |
| 7      | מִי יִתֵּן מִצִּיּוֹן, יְשֻׁעוֹת יִשְׂרָאֵל:בְּשׁוּב אֱלֹהִים, שְׁבוּת עַמּוֹ; יָגֵל יַעֲקֹב, יִשְׂמַח יִשְׂרָאֵל     | Oh ! qui fera partir de Sion la délivrance d’Israël ? Quand Dieu ramènera les captifs de son peuple, Jacob sera dans l’allégresse, Israël se réjouira.                     | Quis dabit ex Sion salutare Israhel dum convertit Deus captivitatem plebis suae exultabit Iacob et laetabitur Israhel                                            |

## Usages liturgiques

### Dans le christianisme

#### Chez les catholiques
Depuis le haut Moyen Âge, ce psaume était traditionnellement exécuté aux matines du mardi, après que saint Benoît de Nursie établit la distribution des psaumes vers 530,.
Dans la liturgie des Heures actuelle, différentement, le psaume 53 est récité le mardi de la deuxième semaine, à l’office du milieu du jour.